# شاتو دي امبواز
شاتو دي امبواز هو شاتو يقع في امبواز،أندر ولوار،فرنسا.المبنى مدرج في المعالم التاريخية في فرنسا منذ 1840.